# Pachybrachis lindbergi
Pachybrachis lindbergi là một loài bọ cánh cứng trong họ Chrysomelidae. Loài này được Burlini miêu tả khoa học năm 1963.